# Cerkiew św. Mikołaja w Dolicach
Cerkiew pod wezwaniem Świętego Mikołaja – prawosławna cerkiew filialna w Dolicach. Należy do parafii Świętych Apostołów Piotra i Pawła w Stargardzie, w dekanacie Szczecin diecezji wrocławsko-szczecińskiej Polskiego Autokefalicznego Kościoła Prawosławnego.

## Położenie
Świątynia mieści się we wsi Dolice w gminie Dobrzany, w powiecie stargardzkim, w województwie zachodniopomorskim. 

## Historia
Obiekt wzniesiono w 1896 r. (w miejscu dawnego kościoła szachulcowego) jako świątynię protestancką; od 1945 r. należy do prawosławnych.
Cerkiew służyła ludności przesiedlonej m.in. w wyniku Akcji „Wisła”. Nabożeństwa zaprzestano odprawiać w 1968 r. ze względu na zbyt małą liczbę wiernych, a część wyposażenia przewieziono do cerkwi w Stargardzie oraz w Gryficach. Budowla była w złym stanie technicznym. W 2011 r. została zabezpieczona przed dalszymi uszkodzeniami. W latach 2011–2012 wyremontowano wieżę (z pokryciem), wymieniono konstrukcje dachowe (wraz z pokryciem i elementami blaszanymi), założono instalację odgromową, przemurowano pinakle i narożniki oraz naprawiono pęknięcia w murach. W 2013 r. naprawiono stolarkę okienną, wykonano nową stolarkę drzwiową oraz okiennice na wieży. Dotychczasowy remont został przeprowadzony dzięki wsparciu finansowemu Zachodniopomorskiego Konserwatora Zabytków (ogółem 50 tys. zł), Ministerstwa Kultury i Dziedzictwa Narodowego (100 tys. zł), Powiatu Stargardzkiego (20 tys. zł), Gminy Dobrzany (20 tys. zł) oraz ze środków własnych parafii. W 2014 r. poddano pracom konserwatorskim elewację cerkiewnej wieży. W 2015 r. wykonywano prace remontowe wewnątrz obiektu (położenie nowych tynków, prace konserwatorskie przy istniejących malowidłach, naprawa i konserwacja posadzki). W 2016 r. trwał remont i konserwacja zewnętrznych ścian cerkwi. Generalny remont świątyni zakończono w 2017 r.; 22 października tegoż roku cerkiew została poświęcona przez metropolitę warszawskiego i całej Polski Sawę oraz arcybiskupa wrocławskiego i szczecińskiego Jerzego. Tego samego dnia w cerkwi odsłonięto tablicę upamiętniającą 70. rocznicę Akcji „Wisła”.
W 2021 r. cerkiew otrzymała dzwon, poświęcony 29 sierpnia przez arcybiskupa Jerzego.
Obiekt wpisano do rejestru zabytków 19 marca 1991 r. pod nr A-1178.
Cerkiew św. Mikołaja w Dolicach jest jedyną wiejską świątynią prawosławną w województwie zachodniopomorskim.

## Architektura
Budowla murowana, neogotycka, nieorientowana, salowa, na planie prostokąta. Od strony północnej pięcioboczna przesklepiona apsyda, oszkarpowana (podobnie jak nawa). Od południa wieża na planie kwadratu, zwieńczona strzelistym hełmem z iglicą, ozdobiona kolistymi wnękami i ostrołukowymi okienkami. Po bokach wieży pinakle (kamienne, dekoracyjne wieżyczki mieszczące się na dachu).